# Interdikt
Interdikt, kyrkostraff i den kanoniska rätten som förbjuder troende att delta i gudstjänsten och undfå sakramenten.
Man skiljer mellan personligt interdikt, som gäller enskilda personer eller grupper, och lokalt interdikt, som gäller vissa platser, städer eller länder. Detta maktinstrument för påvar och biskopar utvecklades under tidig medeltid och fick sin största betydelse under 1100-talet.
Numera brukas formen mycket restriktivt i romersk-katolska kyrkan, och i andra kyrkor är interdiktet mycket sällsynt eller har helt försvunnit.